# Derelicte d'Uluburun

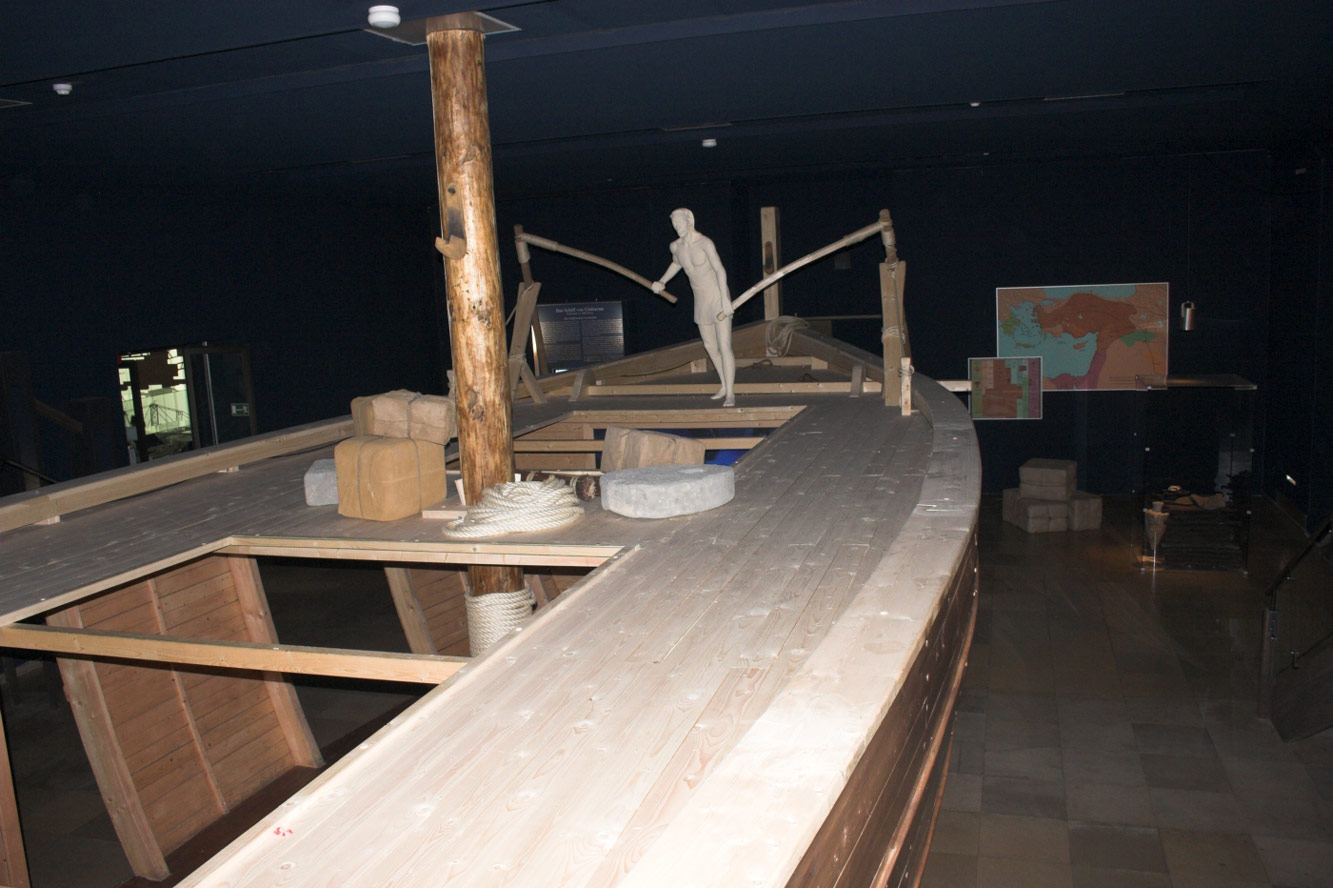
Reproducció del vaixell a escala 1:1

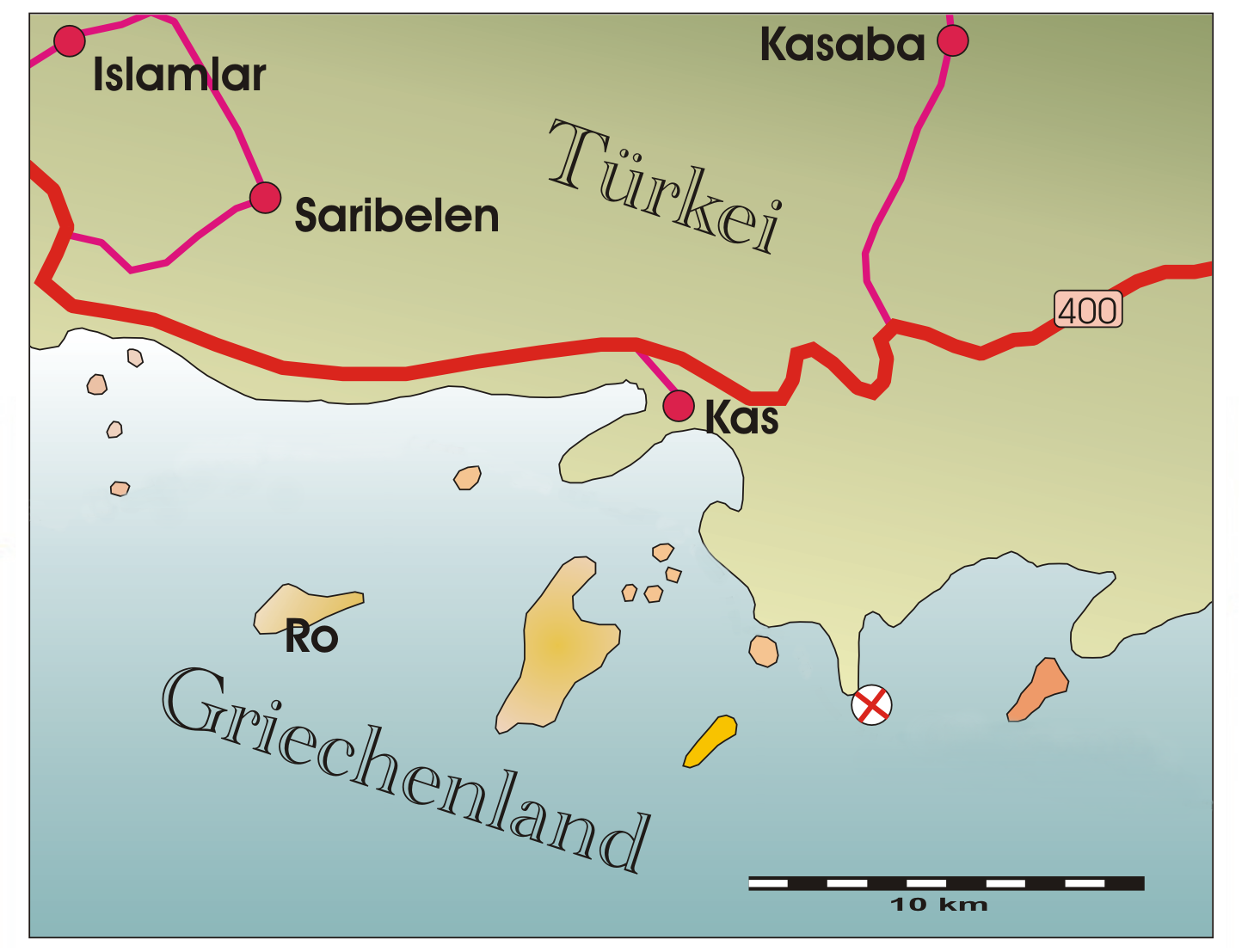
Lloc del naufragi del derelicte

El derelicte d'Uluburun és un vaixell mercant del segle xv aC descobert el 1982 i excavat en onze campanyes de tres o quatre mesos cadascuna entre 1984 i 1994 per George Bass de l'Institut of Nautical Archaelogy. Està enfonsat a més de 40m de fondària a la costa mediterrànea meridional d'Anatòlia prop del cap d'Uluburun (en turc significa gran cap) a 8,5 km al sud-oest de la ciutat de Kaş, a la província d'Antalya.
El vaixell és una nau de càrrega, de silueta poc esvelta, arrodonida, construït amb fusta de cedre; malgrat el mal estat del buc, s'ha pogut calcular que tenia uns 15m d'eslora i uns 9m. de mànega. Hom n'infereix que podia suportar una estiba de gairebé 20 tones. A bord s'hi han trobat 24 àncores de pedra d'entre 120 i 210 kg i dues àncores petites de 16 i 21 kg respectivament. Són àncores d'un sol forat per a la corda com d'altres que s'han trobat a Ugarit, a Biblos o a Kition (Xipre).

## Datació

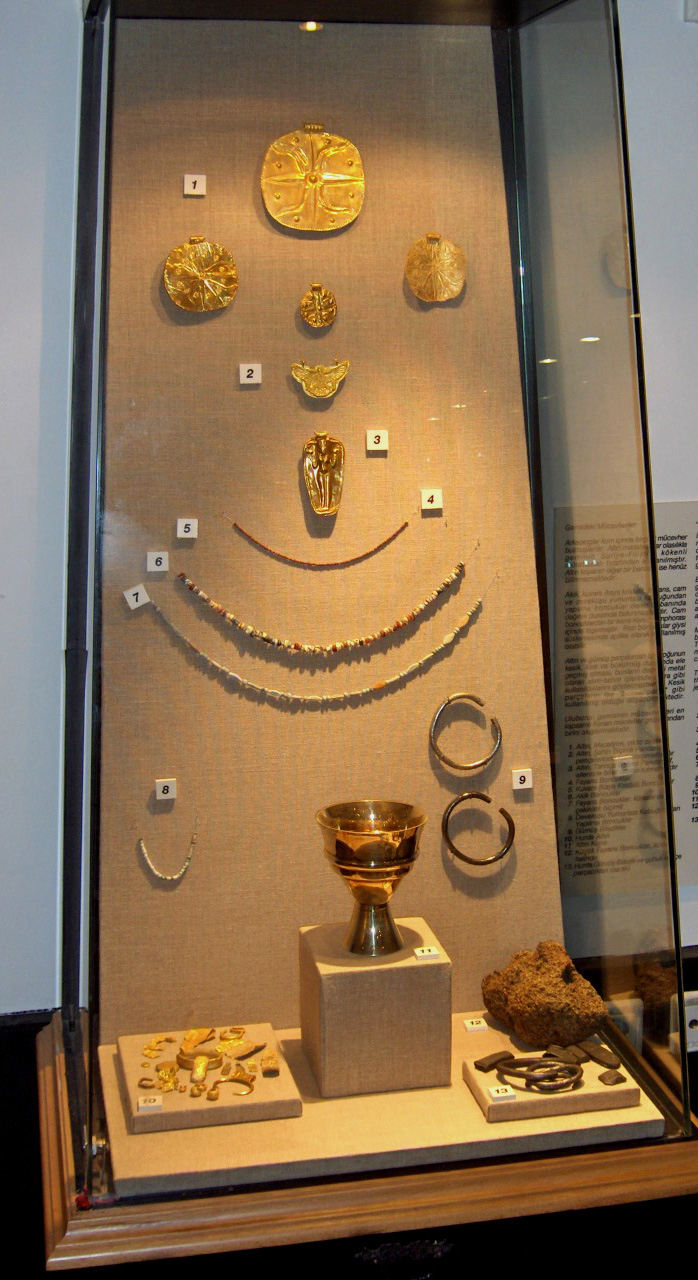
Joies egípcies trobades entre les restes del naufragi.

El derelicte d'Uluburun és el més antic trobat fins ara al món. La fusta del buc ha estat datada per dendrocronologia als voltants del 1400 aC, corresponent al Bronze Final de la mediterrània oriental. Però a bord hi duia càrrega de llenya datada entre 1315 i 1305. La primera data correspondria a la construcció del vaixell i la segona a la darrera travessada.
Aquestes datacions, malgrat haver estat discutides, semblen molt coherents amb la de l'escarabeu amb el nom de Nefertiti, atès que coincideixen amb el període d'Amarna, ciutat que es començà a construir cap al 1360 aC i fou abandonada uns 15 anys després.

## Càrrega
La nau transportava una càrrega prou rica per a fer pensar als especialistes que podia tractar-se d'un vaixell noliejat per algun monarca. Entre altres mercaderies transportava 354 lingots de coure pesant unes 6 tones, i alguns lingots d'estany, dos lingots de vidre blau de cobalt, joies d'or i de plata, ullals de vori d'elefant i dents d'hipopòtam, vaixelles de faiança, d'aram i de bronze, ceràmiques xipriotes, un escarabeu amb el nom de Nefertiti, diverses armes: 6 puntes de llança, una espasa probablement itàlica i una destral de pedra polida, probablement de caràcter cerimonial, ous d'estruç, una tona de reïna de terebint dins de recipients cananeus, dues tauletes de fusta recobertes de cera, per a escriure-hi i eines de bronze, probablement del fuster de bord.